# Contraband
Contraband (укр. Контрабанда) — дебютний студійний альбом рок-гурту Velvet Revolver, що вийшов у 2004 році.

## Історія створення
Засновниками колективу стали колишні музиканти Guns N' Roses, які покинули гурт Ексла Роуза в середині дев'яностих. У квітні 2002 року Слеш (гітара), Дафф Маккаган (бас-гітара) та Метт Сорум (барабани) взяли участь у благодійному виступі в Голлівуді, де до них приєдналися Кіт Нельсон (гітара) та Джош Тодд (вокал). Після цього трійця екс-GNR-івців почала шукати постійних музикантів. Спочатку Дафф Маккаган запросив гітариста Дейва Кушнера зі свого сольного гурту Loaded, проте знайти вокаліста було нелегко. Серед потенційних кандидатів згадувались Тревіс Мікс, Келлі Шафер, Себастьян Бах, Майк Паттон, Майлз Кеннеді та інші, але кінець кінцем вакантну позицію отримав Скотт Вейланд з Stone Temple Pilots.
В травні 2003 року музиканти почали працювати разом, але невдовзі Вейланда було заарештовано, і суд призначив йому лікування від наркотичної залежності в реабілітаційній клініці. Після повернення Вейланда гурт вибрав назву Velvet Revolver та виступив в Лос-Анджелесі, виконуючи класичні композиції Guns N' Roses та Stone Temple Pilots, а також дві нові пісні. Колектив привернув увагу лейблу RCA Records та підписав контракт на випуск альбому. Всього музиканти написали близько 60 пісень, з яких відібрали шість-сім найкращих, потім дописали ще декілька та записали в студії в одній кімнаті без зайвих ускладнень.

## Вихід альбому
Першою власною піснею Velvet Revlover стала «Set Me Free», що потрапила до саундтреку до фільму «Халк». Також музиканти записали кавер-версію пінк-флойдовської «Money» для фільму «Пограбування по-італійськи», але вирішили не додавати її до дебютного альбому. Платівка Contraband вийшла 8 червня 2004 року. Головним синглом стала пісня «Slither», яка потрапила на перше місце американських рок-чартів. За її виконання Velvet Revolver отримала премію «Греммі» у 2005 році. Окрім неї гурт випустив ще два сингли: баладу «Fall to Pieces» та агресивну «Dirty Little Thing».
Завдяки успішним хітовим пісням альбом Contraband опинився на верхівці американського чарту та пізніше став двічі «платиновим». «Здається, цей гурт — наша чергова реінкарнація — підняв нас до верхнього ешелону. Ми грали з Елтоном Джоном та Стіві Вандером… Нарешті, нас всіх стали поважати, як виконавців» — зазначив Дафф Маккаган.

## Критичні відгуки
В журналі Rolling Stone платівку оцінили на чотири зірки з п'яти. Девід Фріке зазначив, що Velvet Revolver за останні десять років зробили більше, ніж Ексл Роуз з його міфічним альбомом Chinese Democracy. Він помітив багато відсилань до творчості колишніх колективів музикантів, як то вокал Вейланда з «Sex Type Thing» або гітарне соло Слеша з «Sweet Child O'Mine», але також порівняв окремі пісні з репертуаром Def Leppard або навіть Queen. Фріке зізнався, що краще б почув продовження «ганзовського» двійника Use Your Illusion, проте Contraband — це «рідкісний приклад того, як вдалий рекламний хід перетворився на справжній рок-гурт».
На сайті PopMatters також відзначили багато маркетингових зусиль, що вклали в створення гурту. На думку оглядача, музиканти намагались створити щось нове, але найкраще в них вдавалось грати ту музику, яку вони вдало виконували раніше в попередніх колективах. На сайті відзначили сердиті тексти колишнього наркомана Вейланда, який нібито навмисно додав до пісень матюків, щоб їх не можна було транслювати по радіо. В кінці рецензії було зазначено, що на відміну від інших супергуртів, музиканти Velvet Revolver менш егоїстичні, а їхні шанувальники вже можуть чекати на другий альбом.

На музичному сайті Entertainment Weekly альбом оцінили на «B-» («непогано»). Платівку назвали «секонд-хендом» через її вторинність та брак порозуміння між задумливим і неквапливим Вейландом та рештою музикантів, які виступають більш енергійно.

## Список пісень
Автор слів Скотт Вейланд, окрім зазначених пісень, автор музики Velvet Revolver, окрім зазначених пісень. 
| #   | Назва                | Автор                         | Тривалість |
| --- | -------------------- | ----------------------------- | ---------- |
| 1.  | «Sucker Train Blues» |                               | 4:27       |
| 2.  | «Do It for the Kids» |                               | 3:55       |
| 3.  | «Big Machine»        |                               | 4:25       |
| 4.  | «Illegal i Song»     |                               | 4:17       |
| 5.  | «Spectacle»          |                               | 3:41       |
| 6.  | «Fall to Pieces»     |                               | 4:30       |
| 7.  | «Headspace»          |                               | 3:42       |
| 8.  | «Superhuman»         |                               | 4:15       |
| 9.  | «Set Me Free»        |                               | 4:07       |
| 10. | «You Got No Right»   |                               | 5:35       |
| 11. | «Slither»            |                               | 4:08       |
| 12. | «Dirty Little Thing» | Velvet Revolver / Кіт Нельсон | 3:57       |
| 13. | «Loving the Alien»   |                               | 5:48       |

## Учасники запису
| Velvet Revolver - Скотт Вейланд — вокал - Слеш — соло-гітара, бек-вокал - Дафф Маккаган — бас, бек-вокал - Метт Сорум — ударні, бек-вокал - Дейв Кушнер — ритм-гітара | Дизайн - Робін С. Хендріксон — артдиректор - Бретт Кілро — артдиректор - Ден Вінтерс — фотограф | Технічний персонал - Джош Абрахам — звукорежисер - Дуглас Грін — клавішні, вокальне виробництво, інжинірінг, помічник продюсера - Нік Раскулінець — звукорежисер - Енді Уоллес — зведення - Кріс Янг — допомога у зведенні - Райан Вільямс — інженер - Брендон Бельскі — помічник інженера - Рокко Гуаріно — помічник інженера - Джордж Марино — майстеринг |

## Місця в чартах
| Чарт (2004—2005)                                     | Найвища позиція |
| ---------------------------------------------------- | --------------- |
| Австралія Australian Albums (ARIA)                   | 2               |
| Австрія Austrian Albums (Ö3 Austria)                 | 15              |
| Бельгія Belgian Albums (Ultratop Flanders)           | 24              |
| Бельгія Belgian Albums (Ultratop Wallonia)           | 89              |
| Канада Canada Top Albums/CDs (RPM)                   | 1               |
| Данія Danish Albums (Hitlisten)                      | 9               |
| Нідерланди Dutch Albums (MegaCharts)                 | 20              |
| Фінляндія Finnish Albums (Suomen virallinen lista)   | 8               |
| Франція French Albums (SNEP)                         | 34              |
| Німеччина German Albums (Offizielle Top 100)         | 7               |
| Угорщина Hungarian Albums (MAHASZ)                   | 37              |
| Ірландія Irish Albums (IRMA)                         | 8               |
| Італія Italian Albums (FIMI)                         | 16              |
| Нова Зеландія New Zealand Albums (Recorded Music NZ) | 5               |
| Норвегія Norwegian Albums (VG-lista)                 | 4               |
| Португалія Portuguese Albums (AFP)                   | 19              |
| Шотландія Scottish Albums (OCC)                      | 6               |
| Швеція Swedish Albums (Sverigetopplistan)            | 5               |
| Швейцарія Swiss Albums (Schweizer Hitparade)         | 22              |
| Велика Британія UK Albums (OCC)                      | 11              |
| США Billboard 200                                    | 1               |

| Чарт(2004)                         | Позиція |
| ---------------------------------- | ------- |
| Swedish Albums (Sverigetopplistan) | 67      |
| UK Albums (OCC)                    | 141     |
| US Billboard 200                   | 49      |

| Чарт(2005)       | Позиція |
| ---------------- | ------- |
| US Billboard 200 | 111     |

Сингли
| Рік  | Сингл                | Чарт                   | Позиція |
| ---- | -------------------- | ---------------------- | ------- |
| 2004 | «Slither»            | Mainstream Rock Tracks | 1       |
| 2004 | «Slither»            | Modern Rock Tracks     | 1       |
| 2004 | «Slither»            | The Billboard Hot 100  | 56      |
| 2004 | «Fall to Pieces»     | Mainstream Rock Tracks | 1       |
| 2004 | «Fall to Pieces»     | Modern Rock Tracks     | 2       |
| 2004 | «Fall to Pieces»     | The Billboard Hot 100  | 67      |
| 2004 | «Dirty Little Thing» | Mainstream Rock Tracks | 8       |
| 2005 | «Dirty Little Thing» | Modern Rock Tracks     | 18      |
| 2005 | «Fall to Pieces»     | Adult Top 40           | 25      |

## Сертифікація
| Регіон                                             | Сертифікація  | Продажі    |
| -------------------------------------------------- | ------------- | ---------- |
| Австралія (ARIA)                                   | Золотий       | 35 000^    |
| Канада (Music Canada)                              | 2× Платиновий | 200 000^   |
| Японія (RIAJ)                                      | Золотий       | 100 000^   |
| Нова Зеландія (RIANZ)                              | Платиновий    | 15 000^    |
| Велика Британія (BPI)                              | Золотий       | 100 000^   |
| США (RIAA)                                         | 2× Платиновий | 2 000 000^ |
| ^відвантаження, що базуються лише на сертифікаціях |               |            |